# Nakurumeer

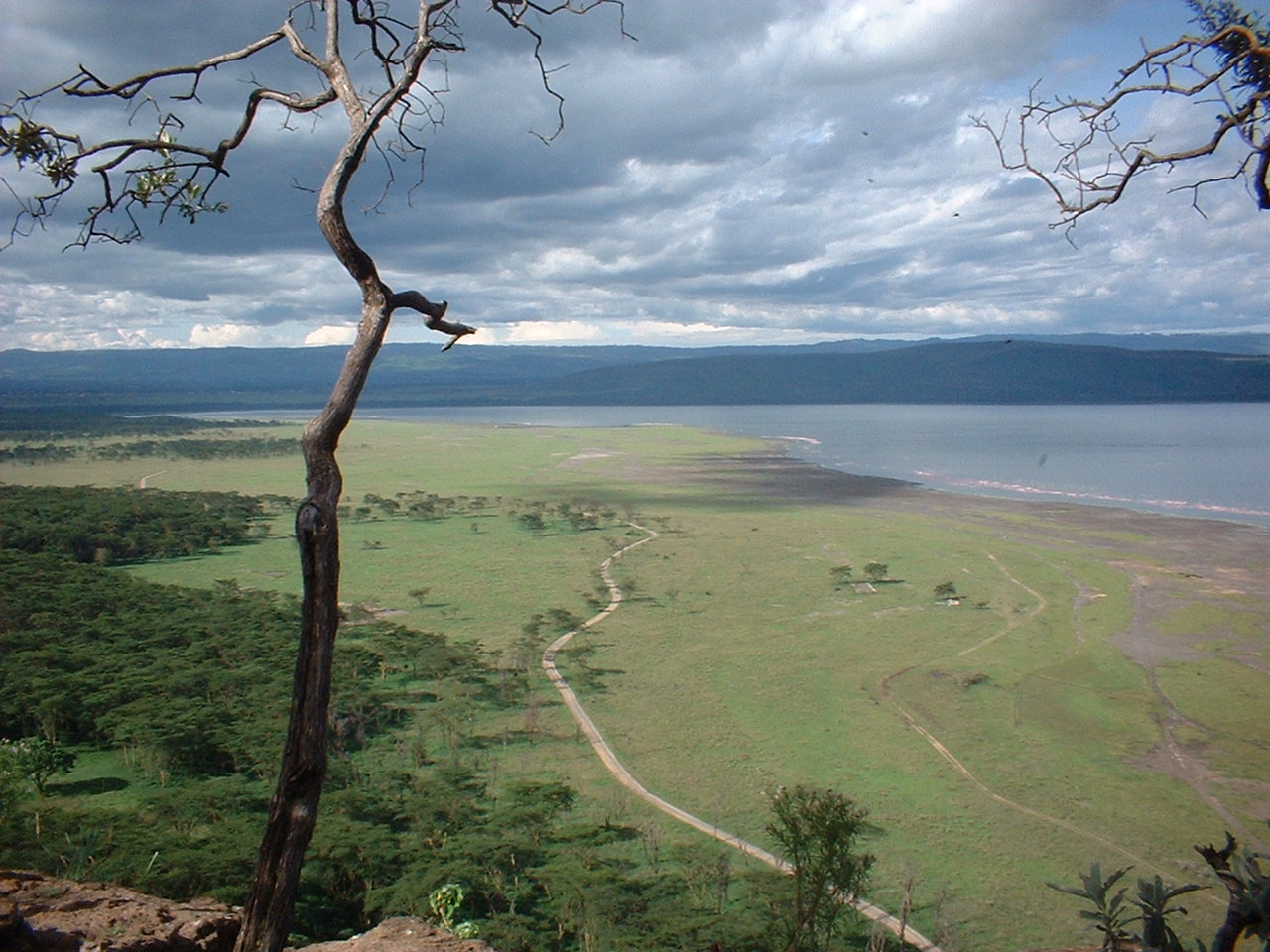
Nakurumeer in mei 2003

Het Nakurumeer (Engels: Lake Nakuru) is een van de meren van de Grote Slenk. Het ligt ten zuiden van Nakuru, in Centraal-Kenia en is beschermd door de instelling van het nationaal park Lake Nakuru, erkend door de UNESCO van het gebied in 2011 als werelderfgoed. Het Nakurumeer maakt hier deel uit van het beschermde systeem van Keniaanse meren in de Grote Riftvallei.
De overvloed van algen trekt een grote hoeveelheid flamingo's aan.
Nog meer vogels floreren in de omgeving, net als bavianen en andere grote zoogdieren. Zwarte neushoorns en witte neushoorns zijn uitgezet in het park.
Het waterniveau is in de jaren negentig sterk gedaald maar is vervolgens weer gestegen.
Abayameer · Abbemeer · Abijattameer · Afrerameer · Albertmeer · Assalmeer · Awasameer · Bamendjingmeer · Bangweulumeer · Baringomeer · Basakameer · Bittermeren · Cahora Bassa · Chamomeer · Delcommunemeer · Edwardmeer · Fitrimeer · Georgemeer · Guiersmeer · Hajkmeer · Kabambameer · Kabelemeer · Kabwemeer · Karibameer · Kisalemeer · Kitshomponshimeer · Kivumeer · Kokameer · Kyogameer · Lac Rose · Langanomeer · Mai-Ndombemeer · Manantalimeer · Malawimeer · Manyekemeer · Mofwelagune · Mwerumeer · Mweru-Wantipameer · Naivashameer · Nakurumeer · Nassermeer ·   Nyosmeer · Nzilomeer · Shalameer · Tanameer · Tanganyikameer · Tele-meer · Toshkameren · Tshangalelemeer · Tsjaadmeer · Tumbameer · Turkanameer · Upembameer · Victoriameer · Voltameer · Walilupemeer · Zimbambomeer · Ziwaymeer